# ジェイミー・コリンズ (アメリカンフットボール)
ジェイミー・リー・コリンズ・シニア（Jamie Lee Collins, Sr.、1989年10月20日 - ）は、アメリカ合衆国ミシシッピ州マコールクリーク出身の元アメリカンフットボール選手。現役時代のポジションはラインバッカー (LB) 。南ミシシッピ大学出身。

## プロ以前
ミシシッピ州フランクリン郡生まれ。フランクリン郡ハイスクールでアメリカンフットボールクラブに所属し、また陸上部にも所属していた。

### 大学時代
南ミシシッピ大学に入学し、2009年から2012年まで南ミシシッピ大学イーグルズでプレイした。大学時代のポジションはDB、DE、LB。大学時代を通して314タックル、21サック、3インターセプト、3タッチダウンを記録した。

## プロ時代
2013年、ドラフト2巡目でニューイングランド・ペイトリオッツからの指名を受けた（全体52番目）。

### ニューイングランド・ペイトリオッツ（第1次）

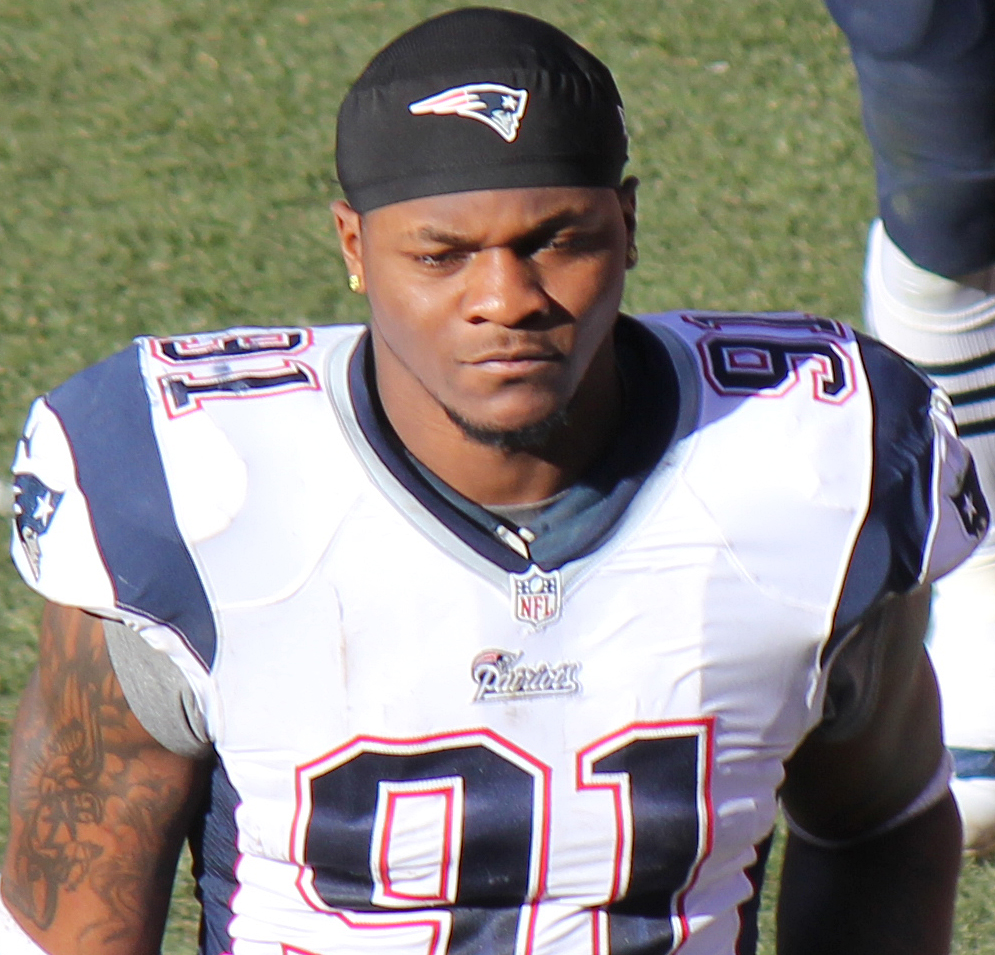
ニューイングランド時代（第1次）のコリンズ（2013年ポスト・シーズン）

#### 2013シーズン
2013年シーズン当初はディフェンスとしてそれほど活躍せず、主にスペシャルチームでプレイした。2014年1月11日に行われたNFLプレイオフ（インディアナポリス・コルツ戦）で、6タックル、1サック、1インターセプトを記録した。

#### 2014シーズン
2014年シーズンは飛躍の年となった。レギュラーシーズンは15試合で先発し、116タックル、4.0サック、2インターセプト、4ファンブルフォースを記録した。ペイトリオッツの一員として第49回スーパーボウルで優勝を経験した。

#### 2015シーズン
第2週のバッファロー・ビルズ戦でキャリアベストの2.5サックをあげた。10月18日のインディアナポリス・コルツ戦ではアダム・ビナティエリのエクストラポイントをブロックした。翌週のニューヨーク・ジェッツ戦では12タックル、1サックをあげた。第9週から第12週までの4試合を病気のため欠場した。12月4日に病気から復帰した。12月22日、コリンズは初めてプロボウルに選出された。アウトサイドラインバッカーとして8票を得て4位で選出され、インサイドラインバッカーとしても2票を獲得した。

#### 2016シーズン
マット・パトリシア守備コーディネーターからはジョナサン・フリーニーとともに先発アウトサイドラインバッカーに指名された。第3週のヒューストン・テキサンズ戦では14タックル、1パスディフレクション、1インターセプトの活躍を見せた。臀部の負傷のため、第6週のシンシナティ・ベンガルズ戦でインアクティブとなった。

### クリーブランド・ブラウンズ
2016年10月31日、コリンズはトレードでクリーブランド・ブラウンズに移籍した。オフに4年契約を結んだ。
2017年シーズンは怪我の影響により6試合の出場に留まったが、2018年シーズンは全16試合に出場し、タックル104回・サック4回を記録した。

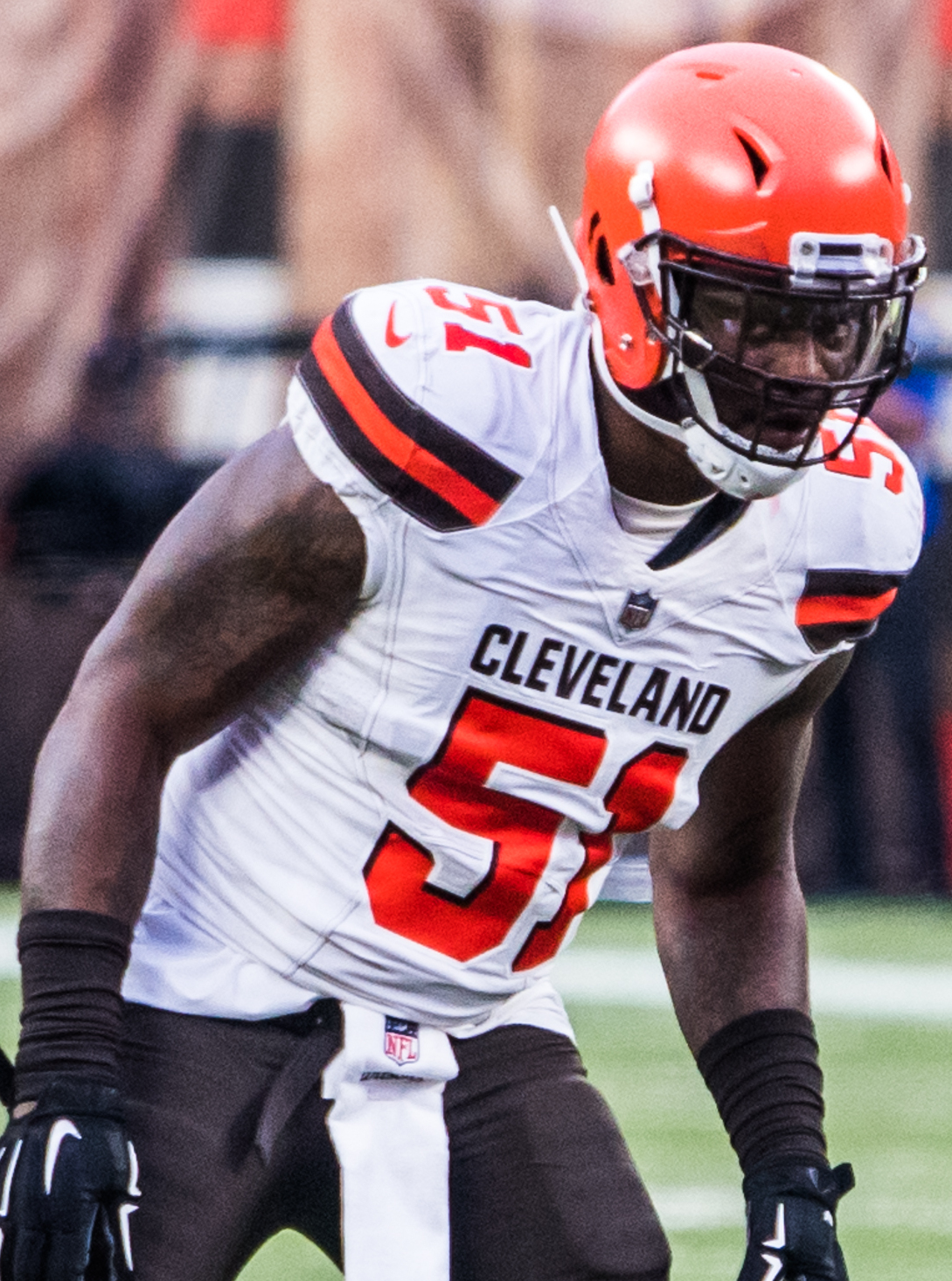
クリーブランド・ブラウンズ時代(2018年)

2019年3月6日に、ブラウンズよりリリースされた。

### ニューイングランド・ペイトリオッツ（第2次）
2019年5月15日に、ペイトリオッツと契約し、古巣復帰となった。第2週のマイアミ・ドルフィンズ戦ではキャリア初のタッチダウンを挙げた。このシーズンは16試合に出場し、キャリアハイとなるインターセプト3回に加え、サック7回を記録した。

### デトロイト・ライオンズ
2020年3月16日にデトロイト・ライオンズと3年3000万ドルで契約した。9月13日のシカゴ・ベアーズ戦ではヘルメットでレフェリーの胸を小突き、退場処分となった。このシーズンは14試合に出場したが、翌2021年は若手起用のチーム方針からトレード放出が検討され、9月28日にチームからリリースされた。

### ニューイングランド・ペイトリオッツ(第3次)
2021年10月6日に古巣・ペイトリオッツと契約した。第5週のヒューストン・テキサンズ戦で移籍後初出場を果たすと、この試合でデービス・ミルズをサックした。 11月13日に故障者リスト入りし、12月6日にアクティブロースターに復帰した。
2022年10月3日にペイトリオッツと再契約を結び、プラクティススクワッド入りした。
2023年10月6日に現役引退を表明した。